# Afrocominella capensis
Afrocominella capensis, tên tiếng Anh: elongate whelk, là một loài ốc biển, là động vật thân mềm chân bụng sống ở biển trong họ Buccinidae.

## Phân bố
Loài này có ở South bờ biển của Nam Phi